# الدوري الكرواتي الممتاز 2005–06
الدوري الكرواتي الممتاز 2005–06 (بالكرواتية: 1. HNL 2005./06.)‏ هو الموسم 15 من  الدوري الكرواتي الممتاز. أقيم خلال الفترة 23 يوليو 2005 وحتى 13 مايو 2006، وأشرف على تنظيمه اتحاد كرواتيا لكرة القدم، وكان عدد الأندية المشاركة فيه  12، وفاز فيه نادي دينامو زغرب.